# Peillac
 Peillac  (en bretón Paolieg) es una población y comuna francesa. Se sitúa en la región de Bretaña, departamento de Morbihan, en el distrito de Vannes y cantón de Allaire.

## Demografía
| 1856 | 1998 | 2015 | 1599 | 1536 | 1620 | 1736 | 1694 | 1649 | 1709 |
| Para los censos de 1962 a 1999 la población legal corresponde a la población sin duplicidades (Fuente: INSEE [Consultar]) |      |      |      |      |      |      |      |      |      |